# Rogerije, grof Mainea
Rogerije (francuski Roger; † 900.) bio je franački plemić i grof Mainea dvaput: 886. – 893. te 895. – 900. Osnivač je druge dinastije Mainea, koja se naziva „Hugonidi”. Premda su imena njegovih roditelja danas nepoznata, iznijeto je nekoliko hipoteza o tome. Prema jednoj, bio je potomak grofa Rogerija od Le Mansa. Christian Settipani smatra da je Rogerije bio nećak grofa Huga od Bourgesa.
Rogerije je bio veoma nasilan prema svojim podanicima i crkvenim velikodostojnicima te se na njega potužio biskup Le Mansa, a oženio je Rotildu, kćer Karla II. Ćelavog, kralja Francuske. Rotildina majka bila je Richilde Provansalska. Djeca Rotilde i Rogerija:
- Hugo I. od Mainea
- kći (Judita?) — žena Huga Velikog, vojvode Franaka
- Rotilda? — časna majka opatije Bouxières-aux-Dames